# Tống Thị Toại
Tống Thị Toại (? - 1654), sử nhà Nguyễn chép là Tống Thị, là một nữ quý tộc dưới thời Trịnh - Nguyễn phân tranh trong lịch sử Việt Nam, vợ của quan trấn thủ Quảng Nam Tôn Thất Kỳ. Câu chuyện tình ái giữa bà với người em chồng là Chúa Thượng Nguyễn Phúc Lan về sau trở thành một bê bối lớn trong gia tộc Nguyễn Phúc.

## Tiểu sử
Các sử sách dưới triều Nguyễn đều chỉ gọi bà là Tống thị mà không cho biết tên thật. Theo bài viết của Cổng thông tin điện tử huyện Duy Xuyên nói về di tích lăng mộ của chồng bà là ông hoàng Kỳ, thì bà được gọi với cái tên là Tống Thị Toại.
Theo sách Đại Nam thực lục, Tống Thị Toại là con gái của Cai cơ Tống Phước Thông, một vị quan phục vụ dưới trướng chúa Sãi Nguyễn Phúc Nguyên. Bà được gả cho Công tử cả của Chúa là Khánh quận công Tôn Thất Kỳ (tức Nguyễn Phúc Kỳ, về sau do lệnh của vua Minh Mạng nên tất cả Hoàng thân không phải con cháu trực hệ của vua Gia Long đều bị đổi sang họ Tôn Thất), và sinh được ba người con trai, thứ tự là Tôn Thất Nhuệ, Tôn Thất Xuân và Tôn Thất Tài.
Ngày 22 tháng 7 năm 1631, Tôn Thất Kỳ qua đời tại Quảng Nam. Nếu như ông ta còn sống lâu hơn thì rất có khả năng sẽ trở thành người kế vị ngôi Chúa với tư cách công tử cả, nhưng vì ông chết trước cha mình nên vị trí nối ngôi từ đó thuộc về Công tử thứ 2 là Nhân Lộc hầu Nguyễn Phúc Lan. Tháng 10 cùng năm, cha của Tống thị là Tống Phước Thông cảm thấy thất vọng vì bỏ mất cơ hội làm ông nhạc của nhà Chúa, bèn dẫn gia quyến lẻn ra cửa Eo trốn về bắc đầu hàng chúa Trịnh, riêng Tống thị vẫn ở lại Đàng Trong.
Năm 1635, Chúa Sãi mất, Nhân Lộc hầu là Lan lên nối ngôi, tức là Chúa Thượng. Mùa xuân tháng 2 năm 1639, Tống thị được vào chầu nhà Chúa. Do bà có vẻ xinh đẹp, khéo ứng đối, đã nhân việc vào ra mắt, đem tình trạng góa bụa đau khổ kêu xin và xâu một chuỗi ngọc bách hoa vào dâng Chúa. Chúa cầm lên ngửi thấy mùi hương thơm ngát xúc động lòng yêu, từ đó cho bà được tự do ra vào cung phủ chung chăn gối, từ đó xảy ra quan hệ bất chính giữa chị dâu và em chồng. Bấy giờ trong triều các thị thần nhiều người can ngăn, nhưng Chúa đều bỏ ngoài tai. Về việc này, một nhân vật sống gần thời ấy là Nguyễn Khoa Chiêm đã mô tả trong tác phẩm Nam triều công nghiệp diễn chí của mình
Tống thị tuy là phận gái nhưng có chí lớn, nhan sắc hoa thẹn, nguyệt mờ, dáng điệu nhạn rơi, cá lặn, tính tình lẳng lơ, mây sớm gió chiều, thân Hồ nhớ Việt, nói năng khéo léo khoái hoạt, cợt gió đùa trăng, phong thái chẳng kém gì Ly Cơ, Tiểu Muội. Tống thị thường ra vào phủ chúa, ý muốn tư tình với Thượng vương, nhưng vương không chú ý đến. Một hôm Tống thị ngồi nhà xâu một chuỗi hoa như vòng ngọc liên châu rất đẹp, sai người đem đến dâng cho chúa. Thượng vương cầm lên ngửi thấy mùi hương bốc thơm ngát, tự nhiên xúc động lòng yêu. Từ đó Thượng vương đem lòng say mê Tống thị. Năm Kỷ Mão niên hiệu Dương Hòa thứ năm (1639), tháng hai, Tống thị thân vào phủ chúa chầu hầu. Tống thị sụp lậy dưới thềm thưa trình, về tình cảnh góa bụa thảm thiết. Trong khi nói cũng yểu điệu ôm ngực, cau mày ai trông thấy cũng xiêu lòng. Thế là chúa Thượng nổi tình riêng, liền mời Tống thị vào nội thất vui thú mây mưa. Từ đó Thượng vương hết mực sủng ái Tống thị, không đoái đến các cung nhân khác, ngày ngày chỉ cặp kè với Tống thị, không lúc nào rời, chẳng khác nào Đổng Trác với nàng Điêu Thuyền, Ngô vương Phù Sai với nàng Tây Tử. Tống thị trình bẩm việc gì, chúa liền nghe theo. Các bậc đại thần thân cận nhiều lần can gián nhưng chúa đều không nghe.
Chúa Thượng ban đầu vốn là người anh minh, trí dũng, nhưng kể từ sau khi có Tống thị, Chúa thay đổi tâm tính, hay nóng giận thất thường, triều thần ai nấy chỉ liếc mắt nhìn nhau không dám hé răng. Dân chúng kẻ nào đem chuyện phao đồn chúa sai bắt chém ngay, đem bêu đầu ở chợ, không cho tra xét hỏi han gì cả. Điều này khiến cho dân chúng Thuận - Quảng đều lo âu, sợ hãi. Chúa lại bắt đầu bỏ bê việc nước, sa vào yến tiệc vui chơi, xây dựng cung thất công dịch không ngớt. Năm 1640, có Nội tán Văn Hiên hầu tên là Phạm can rằng:
Thần nghe bực vương giả dùng người hiền làm cột, lấy đức tốt làm thành, ung dung rủ áo chắp tay mà yên vững như núi Thái. Xưa kia Nghiêu Thuấn dùng nhà cỏ tranh không xén, xà mộc không đẽo, mà chư hầu cảm nhận, bốn rợ mến đức, hà tất phải nhà cao cửa rộng mới yêu thích đâu? Nay họ Trịnh trên thì ép vua Lê, dưới thì hiếp công khanh, vốn có ý nhòm ngó ta. Chúa nên lo lắng siêng năng, xem xét thời cơ, mở mang bờ cõi, nếu không nghĩ điều ấy mà chỉ chăm việc thổ mộc, thì thần chưa biết như thế có nên không.
Chúa nghe ra tỉnh ngộ, bèn ra lệnh đình bãi các việc xây dựng.
Ỷ vào sự sủng ái của Chúa, Tống thị ra sức vơ vét, ăn hối lộ đến nỗi của cải chất nhiều như núi. Em trai thứ 4 của Chúa là Chưởng cơ Tôn Thất Trung mưu việc trừ khử Tống thị. Tống thị sợ, bèn nhân việc cha mình là Tống Phước Thông đang được Thanh vương Trịnh Tráng tin dùng, bà bèn bí mật gởi thư, lại đem một chuỗi bách hoa bằng trân châu, sai người tới biếu chúa Trịnh để xin giúp quân đánh Đàng Trong, bà còn hứa đem gia tài giúp vào việc quân. Chúa Trịnh nhận thư, liền bàn việc xâm lấn miền Nam, đó là khơi mào cho cuộc chiến Trịnh - Nguyễn lần thứ 4 năm 1648. Tuy nhiên quân Nguyễn dưới sự thống lĩnh của Thế tử Dũng Lễ hầu Nguyễn Phúc Tần đã đẩy lui được cuộc xâm lấn của họ Trịnh.
Cùng năm đó, Chúa Thượng mất, Thế tử Tần lên nối ngôi, tức là Chúa Hiền. Tống thị lúc này quay ra lấy lòng Tôn Thất Trung, người từng mưu giết mình trước đây. Hai người tư thông với nhau, và Tống thị nhân đấy khuyên Trung phản. Trung bèn bí mật kết bè đảng rắp mưu làm loạn. Đến năm 1654, việc này bị thuộc hạ của Trung là Thắng Bố tố cáo lên nhà Chúa. Chúa Hiền sai bắt Trung và Tống thị, Trung thú nhận hết mọi tội lỗi. Chúa không nỡ giết, cho giam Trung xuống ngục, tước tư cách tôn thất rồi ông ta chết trong ngục. Lại hạ lệnh giết Tống thị lấy hết gia tài tán cấp cho quân dân. Không rõ Tống thị thọ được bao nhiêu tuổi.
Ba người con trai của bà với Tôn Thất Kỳ về sau đều làm quan đến chức Chưởng doanh.

## Đánh giá
Sử gia Nguyễn Khắc Thuần bàn về Tống thị và câu chuyện tình ái của bà như sau
Những gia đình có giáo dục đàng hoàng chưa hẳn đã có được những đứa con tử tế, nhưng, những đứa con tử tế bao giờ cũng là sản phẩm của một quá trình giáo dục đàng hoàng. Như Tống Phước Thông, nếp nghĩ ấy, tâm địa ấy đòi con ông đàng hoàng thì có khác gì đòi loài cọp con phải nhân từ? Một lần Tống Thị đẩy đưa với em chồng, thôi thì cứ cho là khát khao chưa dứt, lầm lỡ dẫu nặng cũng có thể tạm bỏ qua. Thêm một lần quan hệ bất chính với Tôn Thất Trung, thôi thì cứ cho là vì sự sống còn của riêng thân mà dùng vũ khí tạo hóa ban cho để thoát nạn. Đến như hai lần làm chuyện phản nghịch, thì Tống Thị hỡi, ngàn năm không ai hiểu cho bà. Nỗi lòng Tống Thị, khó nói thay! Một người đàn bà góa bụa, từng sinh hạ những ba người con trai, thế mà từ chúa Nguyễn Phúc Lan tới võ tướng cao cấp là Tôn Thất Trung phải xiêu lòng, cả đến chúa Trịnh xa tít ở Đàng Ngoài cũng phải tin lời mà xuất chinh vất vả. Khiếp thay!